# Arístides Pinto
Arístides Pinto Concha (Talca, Chile, 7 de febrero de 1859-Arica, 5 de junio de 1924) fue un militar chileno, general de división e  inspector general del Ejército desde el 26 de abril de 1921 hasta el 13 de febrero de 1922.
Fue hijo de Joaquín Manuel Pinto Benavente y Joaquina Concha Antúnez.

## Carrera
Se enroló en el Ejército de Chile como subteniente en el Regimiento Carampangue y luego en el Esmeralda. Participó en las distintas acciones militares de las campañas de Tacna y Arica y de Lima, y se destacó en la batalla de Tacna, ocurrida el 26 de mayo de 1880.
En 1881 se retiró del Ejército para estudiar derecho en la Universidad de Chile, de donde se tituló como abogado. Luego se reintegró al Ejército con el grado de capitán en 1888, y se desempeñó como profesor en la Escuela de Clases del Ejército. Participó en la Guerra Civil de 1891 al mando del Regimiento Esmeralda. Luego fue profesor en la Academia de Guerra y fue adicto militar en Alemania e Italia.
Entre 1902 y 1904 acompañó al general Emilio Körner a Alemania como secretario de la Misión Militar Organizada al efecto para la compra de material bélico. En 1906 fue nombrado jefe del Estado Mayor General del Ejército.
El 19 de marzo de 1909, Pinto fue nombrado Inspector de Establecimientos de Instrucción del Ejército.
El 4 de mayo de 1910, Arístides Pinto asciende al grado de General de Brigada.
En 1910 se desempeñó como ministro de Guerra y Marina, y viajó a Europa como presidente de la Comisión Militar, organismo técnico establecido para verificar el proceso de fabricación del material bélico para el Ejército. 
El 15 de enero de 1913 fue ascendido a General de División. En febrero de ese mismo año, fue designado Inspector del Servicio de Aviación, sin perjuicio del puesto que desempeñaba en el Estado Mayor General del Ejército, puesto desde el que consolidó el desarrollo de la aeronáutica en la institución.
En 1918 fue comisionado a Japón.
En 1920 asumió como comandante general de Armas de Santiago y en 1921 como inspector general del Ejército, estos dos cargos los desempeñó hasta 1922, cuando se retiró de la institución por motivo de edad.
| Predecesor: Jorge Boonen Rivera 1910-1921 | Inspector general del Ejército 1921-1922 | Sucesor: Luis Altamirano Talavera 1922-1924 |